# Епархия Гранд-Рапидса
Епархия Гранд-Рапидса (лат. Dioecesis Grandormensis) — епархия Римско-Католической церкви с центром в городе Гранд-Рапидс, США. Епархия Гранд-Рапидса входит в митрополию Детройта. Кафедральным собором епархии Гранд-Рапидса является Собор святого Андрея.

## История
19 мая 1882 года Святой Престол учредил епархию Гранд-Рапидса, выделив её из епархии Детройта.
26 февраля 1938 года епархия Гранд-Рапидса передала часть своей территории новой епархии Сагино.
19 декабря 1970 года епархия Гранд-Рапидса передала часть своей территории новым епархиям Гейлорда и Каламазу.

## Ординарии епархии
- епископ Генри Джозеф Рихтер[англ.] (30.01.1883 — 26.12.1916)
- епископ Майкл Джеймс Галлагер[англ.] (26.12.1916 — 18.07.1918) — назначен епископом Детройта
- епископ Эдвард Дэнис Келли[англ.] (16.01.1919 — 26.03.1926)
- епископ Джозеф Габриэль Пинтен[англ.] (25.06.1926 — 01.11.1940)
- епископ Джозеф Казимир Плагенс[англ.] (16.12.1940 — 31.03.1943)
- епископ Фрэнсис Джозеф Хаас[англ.] (26.12.1943 — 29.08.1953)
- епископ Аллен Джеймс Бэбкок[англ.] (23.03.1954 — 27.06.1969)
- епископ Джозеф Мэтью Брайтенбек[англ.] (15.10.1969 — 24.06.1989)
- епископ Роберт Джон Роуз[англ.] (24.06.1989 — 13.10.2003)
- епископ Кевин Майкл Бритт[англ.] (13.10.2003 — 16.05.2004)
- епископ Уолтер Эллисон Хëрли[англ.] (21.06.2005 — 18.04.2013)
- епископ Дэвид Джон Валковяк[англ.] (с 18.06.2013)[2]

## Источник
- Annuario Pontificio, Libreria Editrice Vaticana, Città del Vaticano, 2003, ISBN 88-209-7422-3.